# 火祭り (バレンシア)
ファジェス（バレンシア語：Falles, 発音 [ˈfaʎes]）またはファジャス(スペイン語: Fallas)は、スペイン・バレンシア州・バレンシアにおいて、守護聖人サン・ジョゼップ（スペイン語ではサン・ホセ）の祝日3月19日を祝うために3月15日から19日（5日間）に開催される伝統ある祝祭である。
日本ではバレンシアの火祭り、サン・ホセの火祭りなどと紹介される。セビリアの春祭り（4月）、パンプローナのサン・フェルミン祭（7月）とともに、スペインの3大祭りのひとつとされている。

## 名称と語源
バレンシア語ではファジェス、カスティーリャ語ではファジャスと呼ばれる。
語源は松明を表す古典ラテン語の"fax"に縮小辞のついた形"facla"が、俗ラテン語では"facula"となり、中世語で"falla"となった。
中世バレンシア語では、"falla"は見張り塔の高い位置に配置された松明を表すようになった。
『リブラ・ダルス・フェッツ』（Llibre dels Fets ジャウマ1世偉業録）の中でジャウマ1世の軍隊が天幕（陣営）への道と入口を照らすために松明を掲げたことが言及されている。また、祭りを明るくするためにも使われた。そして特別な守護聖人の祝祭日の夕暮れに点火するかがり火に対して使われるようになったとされる。
ファジェス（ファジャ）という単語は祭りそのものを指すが、祭りの期間中にバレンシア市内に設置される張り子の人形のことも指す。

## 歴史
冬が明けた3月に大工職人が古道具やかんな屑を燃やしていた習慣がファジャスの起源である。18世紀になると、労働者の守護聖人である聖ヨセフの日（3月19日）の前日に人形を軒先にぶらさげるようになり、18世紀後半には人形が大通りや広場に設置されるようになった。人形は立体化して大型化し、複数が組み合わさったモニュメント（ファジャ）に変化していった。18世紀末には政治的な風刺を含んだファジャが目立つようになり、1895年には最優秀作品に対して賞が与えられるようになったことから、芸術性を重視する傾向が強くなった。2014年には日本スペイン交流400周年記念事業の一環として、招き猫やだるまなどの伝統文化、ドラえもんやとなりのトトロなど現代のキャラクターを用いたファジャが製作された。

## 進行
バレンシアのみならず、バレンシア州の多くの町でも同様の祝祭が行われる。市内のそれぞれの地区が「カサール・ファジェール」と呼ばれる組織を結成し、一年間かけて資金集めのためにパーティや夕食会を開催する。夕食会ではバレンシア地方の名物であるパエリアが出されることが多い。3月初旬から、バレンシア市庁舎前では毎日14:00に爆竹が鳴らされ、ファジャスへの期待感があおられる。15日以降はそれぞれのファジャの周りでも14:00に爆竹が鳴らされる。それぞれのカサール・ファジェールは、3月15日から18日までの4日間、ファジャと呼ばれる張り子の人形を展示するが、祭りの最終日である「サン・ホセの日」（3月19日）には1体を除いてすべて焼かれ、その年の最優秀作品だけが博物館に保存・展示される。

## 人形
かつては、カサール・ファジェールによってニノッツ（バレンシア風人形）の準備に多くの時間が費やされた。ニノッツの集合体がファジャと呼ばれる高さ10ｍを超える巨大な張り子の人形である。3月19日に先立つ4日間、それぞれのカサール・ファジェールはファジェを屋外に出し、近隣の通りにある爆竹満載で手が込んだ紙製の芸術的なモニュメントに乗せる。人形は基本的に伝統的なテーマに従って構築されるが、現代風刺的な視点が取り入れられることが多い。2週間に渡るフェスティバルは巨大な地方産業を生んでいる。
バレンシア州の500以上の町で祝祭が行われ、すべての郊外地域がシウタ・ファジェーラ（ファジェスの町）と呼ばれる。ファジェス期間中には、多くの人々がバレンシアの歴史の様々な時代における地域的・歴史的な衣装をまとう。カサール・ファジェールの多くは伝統的なブラスバンドを持っており、ドルサイナ（バレンシア風縦笛）やタバレット（バレンシア風ドラム）の音色が頻繁に聴こえる。ファジェスは伝統的なイベントであり、多くの参加者が中世風の衣装をまとうが、2005年の大人形には現代のキャラクターであるシュレック（架空の怪物）やジョージ・W・ブッシュ（アメリカの大統領）が、2012年のファジェスにはバラク・オバマ（アメリカの大統領）やレディ・ガガ（アメリカのお騒がせ歌手）が登場した。

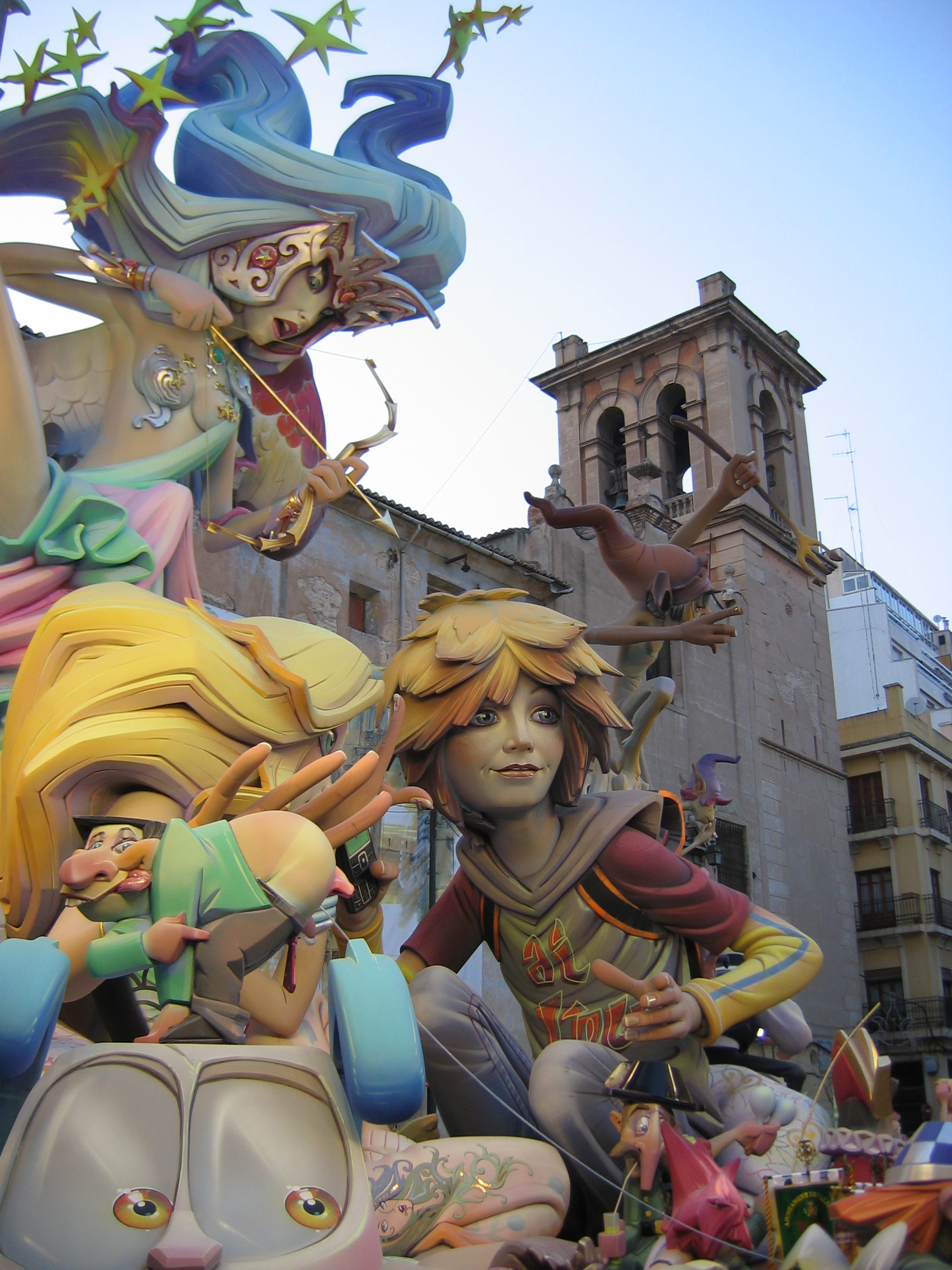
ファジャ（2007年）
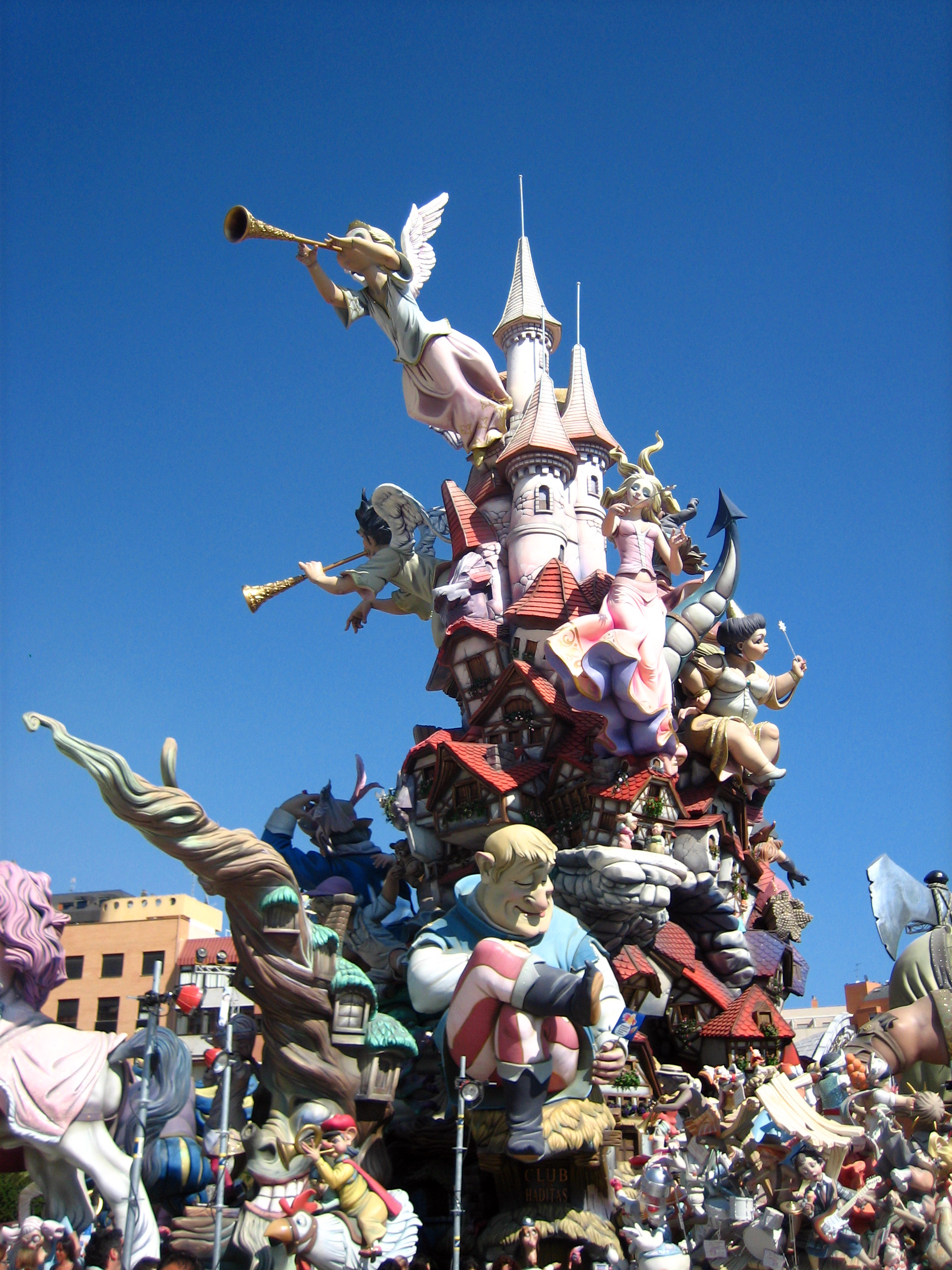
ファジャ（2008年）
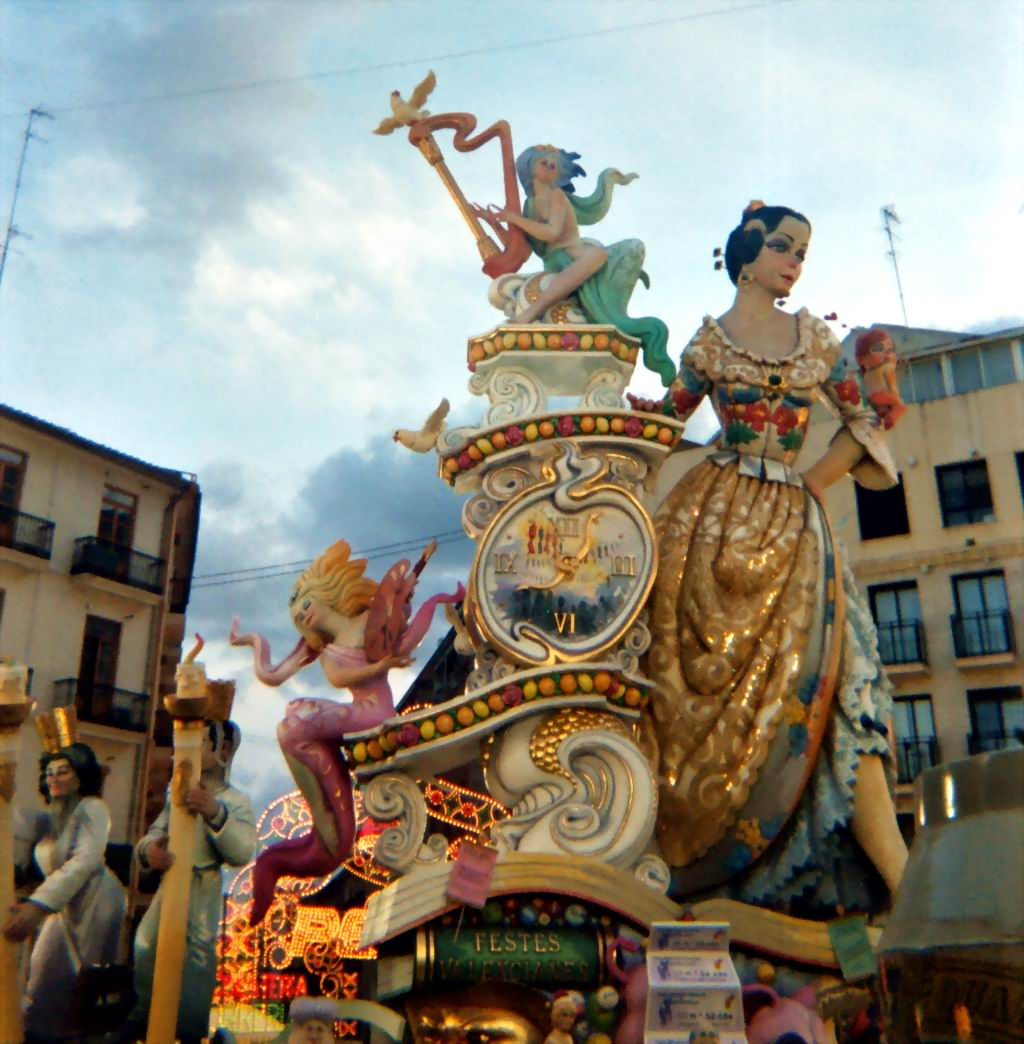
ファジャ（2008年）
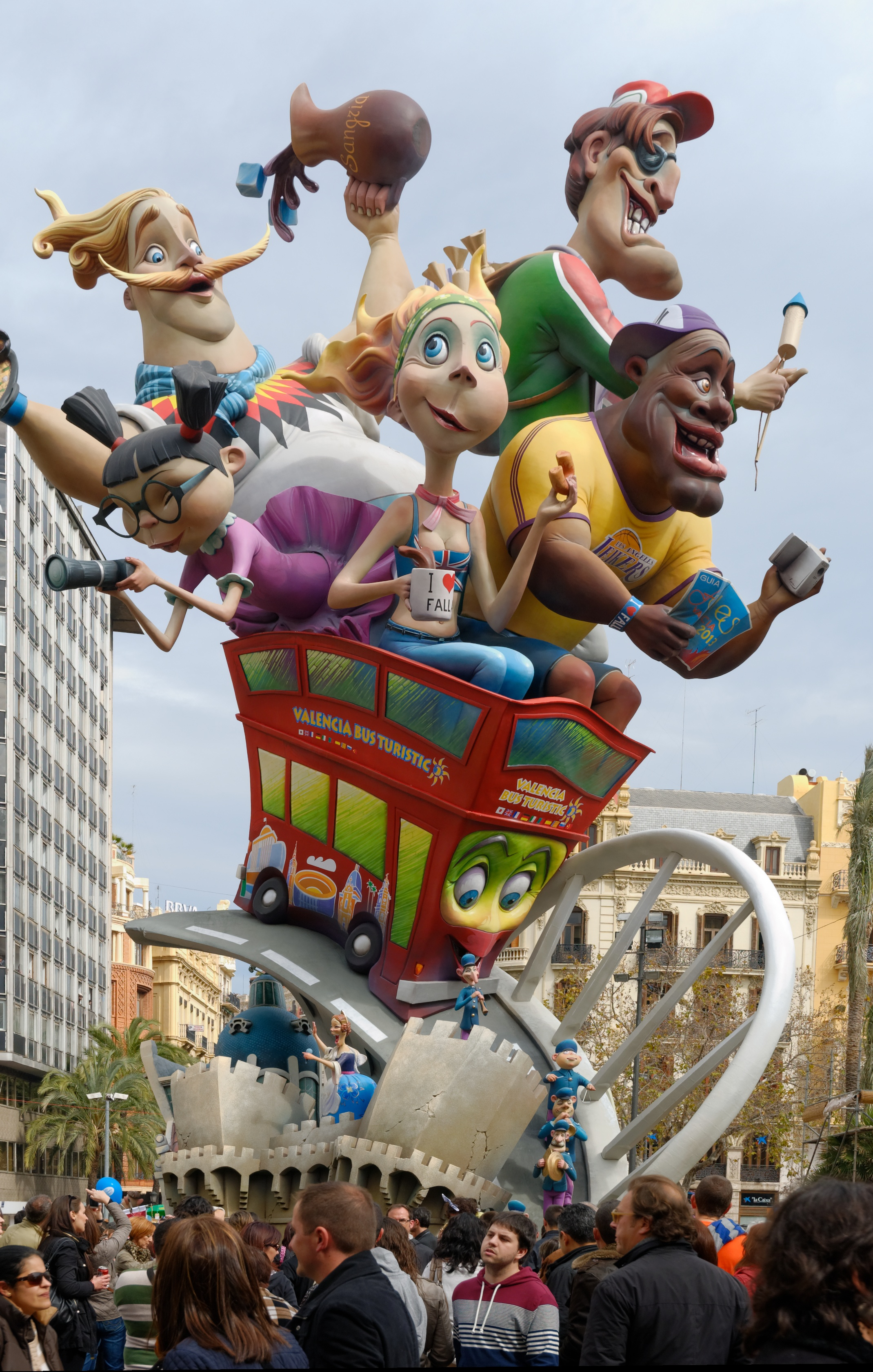
市庁舎前に設置されたファジャ（2013年）

## イベント
ファジェスの5日間とその夜はパーティが続けられる。歴史的であり、宗教的であり、滑稽でもあり、5日間には様々な過程がある。レストランにいた群衆が通りにあふれ出て、花火や爆竹の爆発音は一日中鳴り響き、夜間にも散発的に発せられる。小さな子どもから初老の紳士までが花火や鳴り物を通りに放り投げる姿を見て、また花火の残骸が通りに散乱した姿を見て、外国人は驚くかもしれない。フェスティバルの観光潜在力を利用するため、ファジェスに先立つ週末にいくつかのイベントを開催するべきかどうか、終了日がミッドウィークとなる年は終了日を変更するかどうかの議論も行なわれたが、イベントの開催日は毎年固定されている。
「プランタ」（設計）
3月15日にはすべてのファジェスの組み立てが終わり、15日の夜にはすべてのファジェスが完全に仕上がる。もし製作期限に間に合わない場合は、展示する資格を剥奪される。
「デスペルタ」（目覚まし）
ファジェス期間中は毎日、8:00に「ラ・デスペルタ」（目覚まし）が始まる。カサールスからブラスバンドが登場し、生演奏を行いながら全ての通りを行進する。ブラスバンドの後列にはファジェールが従い、大量の爆竹を通りに投げながら去る。
「ラ・ニト・デル・フォック」（火の夜）
3月15日、16日、17日の夜と18日には、バレンシア市にあるかつての川床で花火が披露される。日を追うごとに盛大になり、最終日の夜は「ラ・ニト・デル・フォック」（火の夜）と呼ばれる。
「ロフレーナ・デ・フロールス」（花飾り）
それぞれのファジャが聖マリアに花を捧げる。3月17日、18日には一日中行われ、聖マリアの彫像とその巨大な台座は花で覆い尽くされる。
「マスクレタ」（爆竹）
「マスクレタ」（爆竹）は、破裂音が調合された連発式爆竹と花火のことであり、ファジェス期間中は毎日14:00に各地区で披露される。3月19日のイベントのフィナーレを飾るマスクレタを提供する栄誉をかけて、花火師たちが競い合う。ファジェス期間中に14:00の鐘が鳴ると、美しく着飾った実行委員長が市庁舎のバルコニーから「Senyor pirotècnic, pot començar la mascletà!」（花火師の皆さん、マスクレタの始まりですよ!）と叫び、各地区でマスクレタが開始される。マスクレタはほとんどバレンシア州特有の行事であり、バレンシア人には大変人気があるが、他国で同様の行事を見つけるのは困難である。小さな地区は聖人記念日、結婚式、他の祝賀行事のために自前のマスクレタを持っていることがある。
「カバルガータ・デル・フエゴ」（炎の行進）
最終日3月19日の19:00には、コロン通りとポルタ・デ・ラ・マール広場でパレードが行なわれる。これは「カバルガータ・デル・フエゴ」（炎の行進）として知られ、炎を用いた壮観なパレードである。炎は祭典全体を象徴する精神であり、ファジェスの最終目的地である。このため、このパレードは変化に富んだ祭礼の展示会である。基本的特徴として火を使用して世界中に披露される。このイベントは華やかで騒々しく、山車、巨大な機械、衣装をまとった人々、打ち上げ花火、火薬、ストリートパフォーマンス、音楽などで彩られている。
「クレマ」（人形焼き）
ファジェス最終日である3月19日最後の夜の真夜中近くになると、ファジェスは巨大なかがり火の中に入れられて燃やされる。これはクレマ（人形焼き）として知られ、ファジェス全体のクライマックスに当たるイベントである。「ファジェ」（たいまつ）と呼ばれる構造物の名称はこのイベントに由来している。

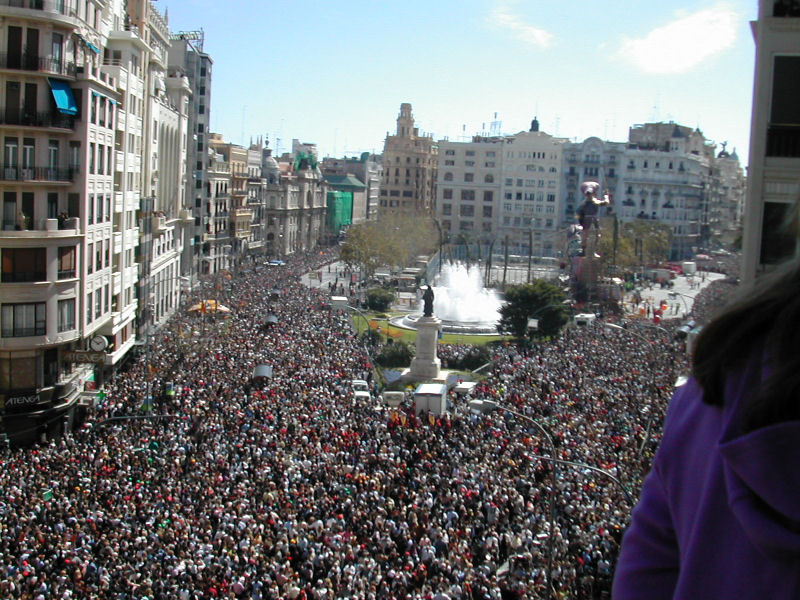
通りを埋め尽くす群衆
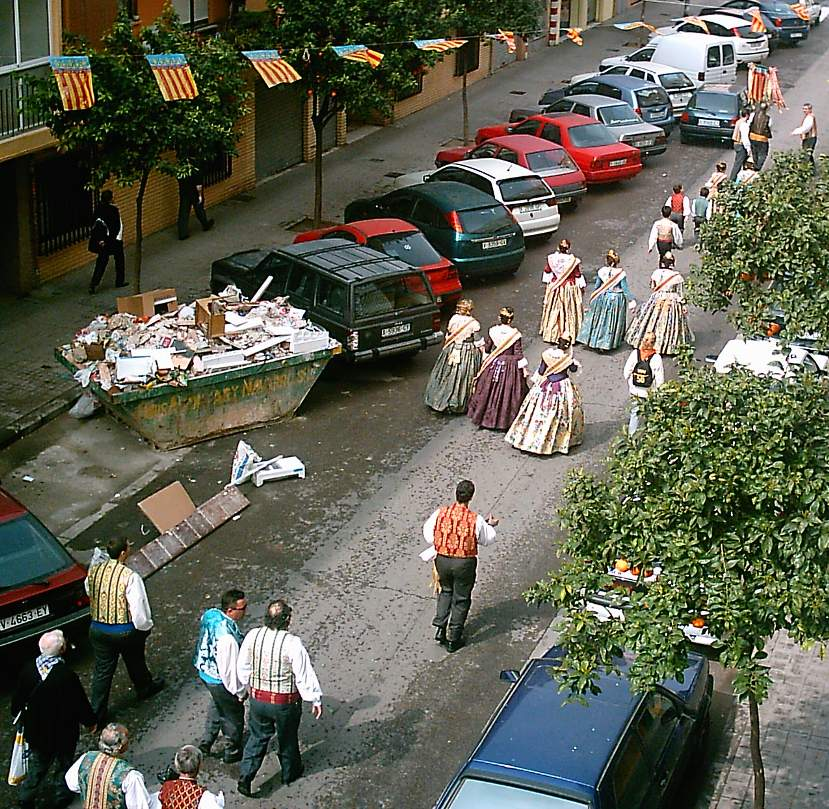
伝統的な衣装をまとった女性
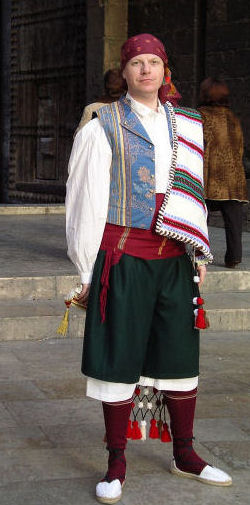
伝統的な衣装をまとった男性
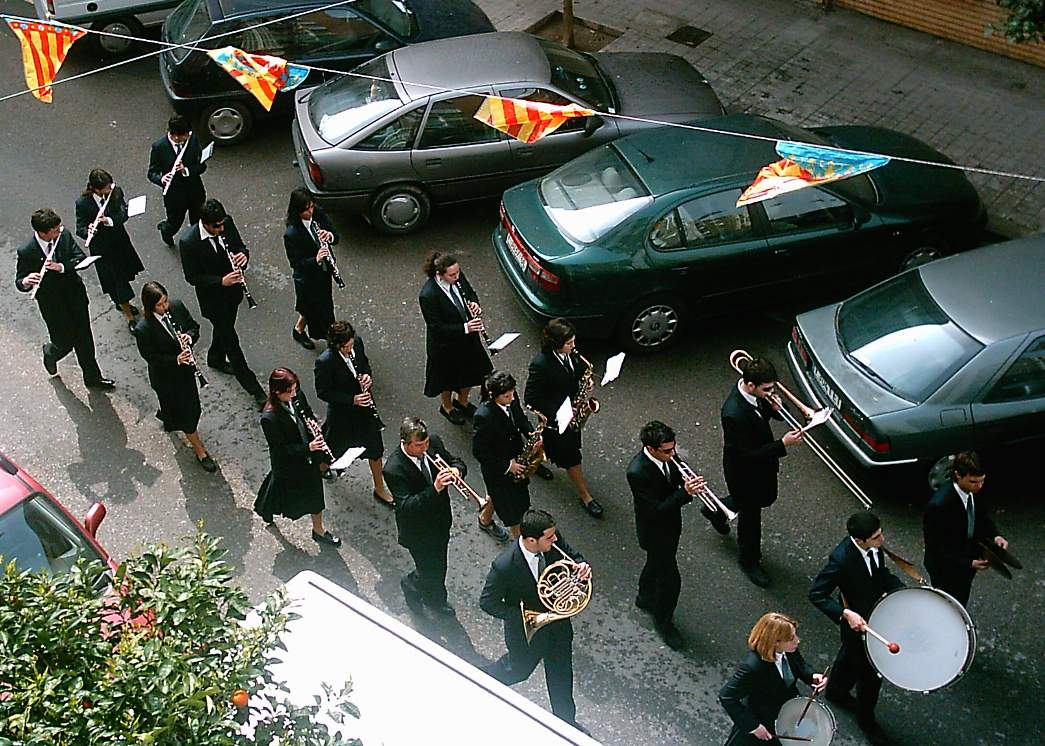
路地を行進するバンド（デスペルタ）
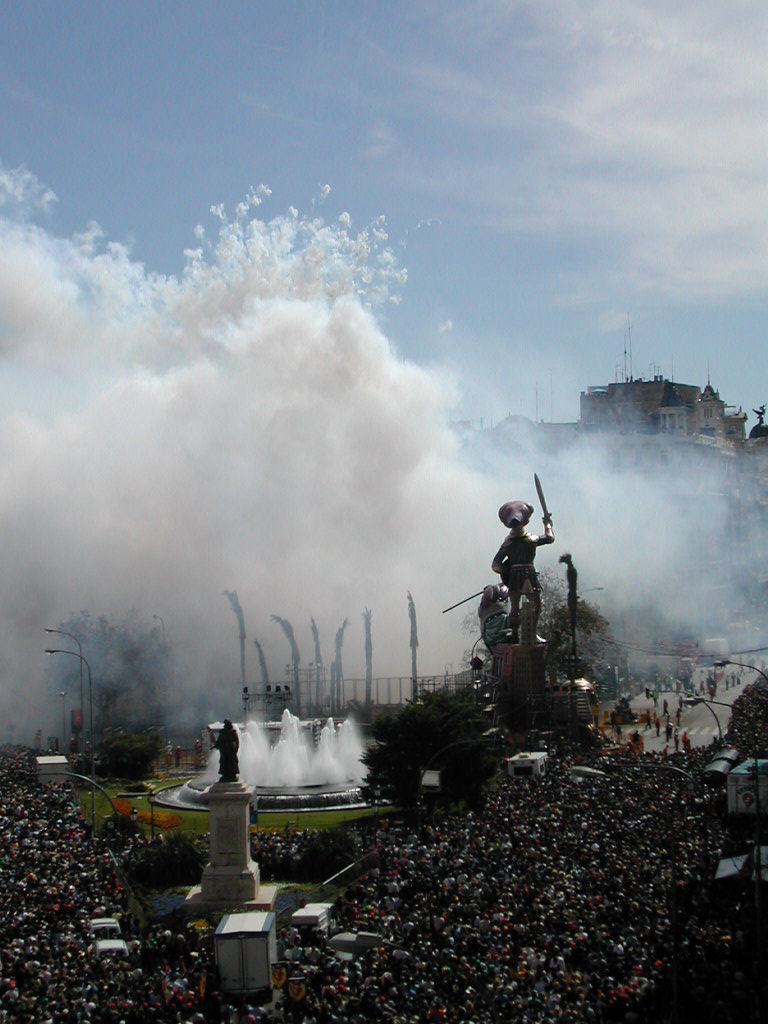
爆竹の煙幕（マスクレタ）
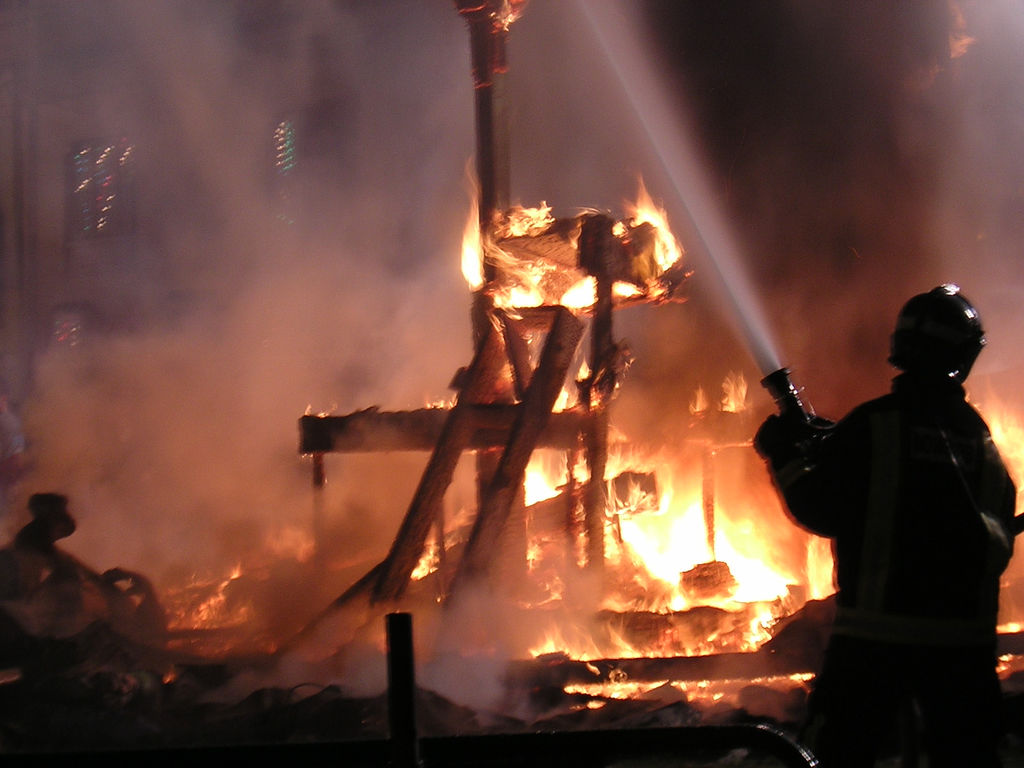
2002年の人形焼き（クレマ）